# Куперова планинска веверица
Куперова планинска веверица (лат. Paraxerus cooperi, енгл. Cooper's mountain squirrel) је сисар из реда глодара и породице веверица (Sciuridae).

## Распрострањење
Врста је присутна на мањем броју локација у Камеруну и Нигерији.

## Станиште
Станиште Куперове планинске веверице су планинске тропске кишне шуме.

## Угроженост
Подаци о распрострањености ове врсте су недовољни.

## Популациони тренд
Популациони тренд је за ову врсту непознат.